# Fuerzas Militares de la República de Vietnam
Las Fuerzas Militares de la República de Vietnam (FMRVN; por sus siglas en inglés: RVNMF; Quân lực Việt Nam Cộng hòa en vietnamita) eran las Fuerzas Armadas de Vietnam del Sur, un estado que existió desde 1955 hasta 1975 en la mitad meridional de lo que hoy es el estado socialista de Vietnam. Las FMRVN fueron responsables de la defensa de Vietnam del Sur desde su independencia de Francia en octubre de 1955.

## Ramas
Las FMRVN fueron formalmente establecidas el 30 de diciembre de 1955 por el presidente Jean-Baptiste Ngô Đình Diệm, el primer presidente de Vietnam del Sur, que él había declarado como república el 26 de octubre de aquel año después de ganar un referéndum arreglado en el cual se decidiría si Vietnam del Sur pasaría a ser una monarquía constitucional o una república presidencial. Fueron creadas a partir de las unidades auxiliares coloniales indochinas (Supplétifs en francés) del antiguo Ejército de la Unión Francesa, que habían sido agrupadas en julio de 1951 en el Ejército Nacional Vietnamita (ENV; Quân Đội Quốc Gia Việt Nam en vietnamita)  bajo mando francés. Las Fuerzas Armadas del nuevo estado estaban formadas a mediados de la década de 1950 por las siguientes ramas terrestres, navales y aéreas:
- Ejército de la República de Vietnam (ERVN)
- Armada de la República de Vietnam (ARVN)
- Fuerza Aérea de la República de Vietnam (FARV)

Sus papeles estaban definidos de esta manera: proteger la soberanía del pueblo vietnamita libre y la de la República; mantener el orden político y social y el imperio de la ley ofreciendo seguridad interna; defender a la recientemente independiente República de Vietnam de las amenazas externas (e internas); y finalmente, ayudar a reunificar Vietnam - dividido desde los Acuerdos de Ginebra en julio de 1955 en dos estados de transición, uno en el norte gobernado por el régimen del Partido Comunista de Vietnam (đảng cộng sản) del camarada Hồ Chí Minh y el otro en el sur bajo el gobierno anticomunista del presidente Diệm.

### Comandos Regionales

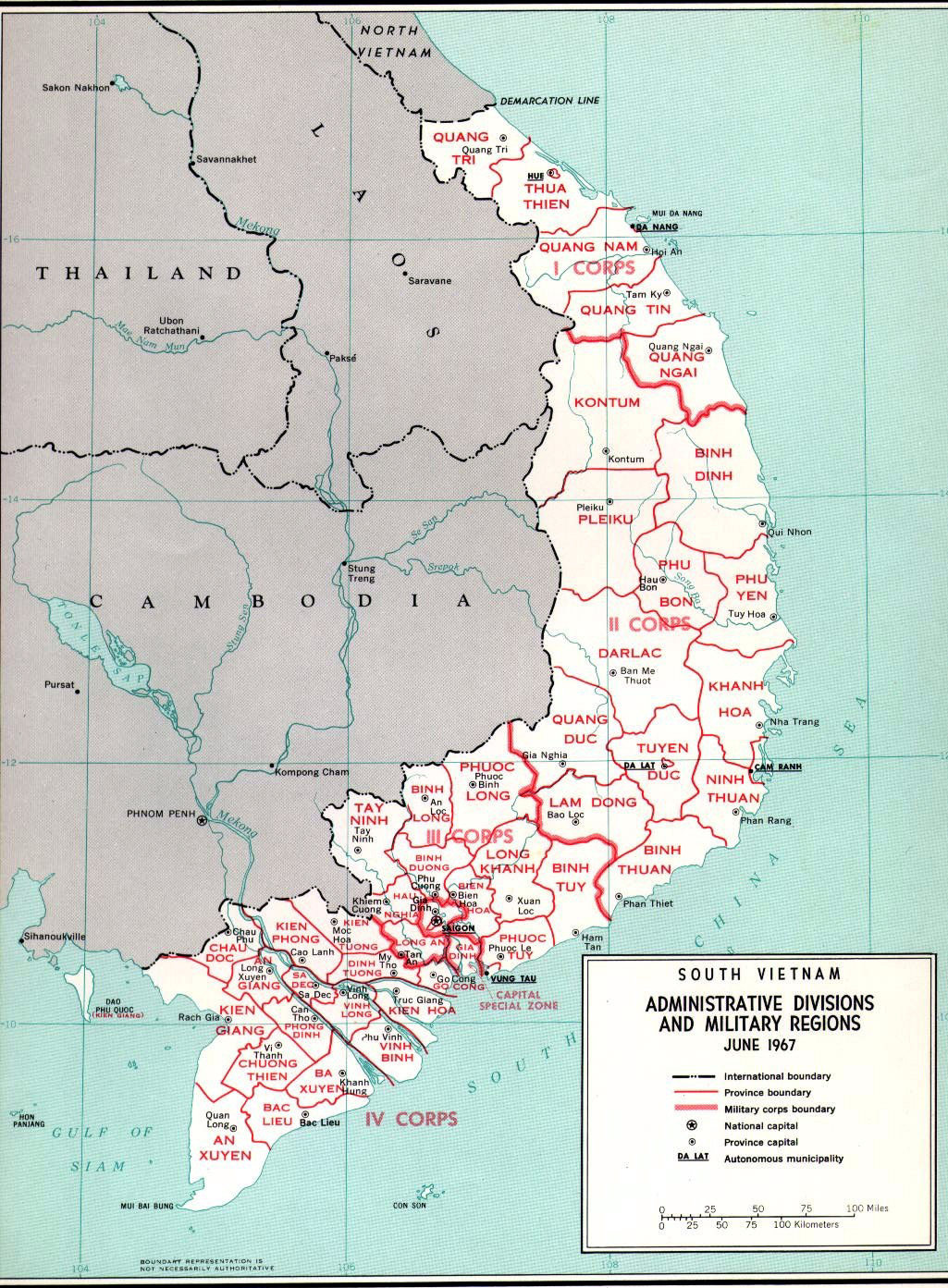
Divisiones administrativas y Regiones Militares, junio de 1967.